# Oops!... I Did It Again Tour
Oops!... I Did It Again Tour je druhé koncertní turné americké zpěvačky Britney Spears. Proběhlo na podporu jejího druhého studiového alba Oops!... I Did It Again. Začalo 20. června 2000 a končilo 12. ledna 2001. Britney navštívila kromě Severní Ameriky i Evropu a Jižní Ameriku. Oops! Tour bylo jedno z nejvýdělečnějších turné roku 2000.

## Záznam z turné
Byl natočen záznam z Londýna, který byl následně vysílán na stanici Sky1. Oficiálně na DVD nikdy nevyšel.

## Seznam písní
1. "(You Drive Me) Crazy"
2. "Stronger"
3. "What U See (Is What U Get)"
4. "From the Bottom of My Broken Heart"
5. "Born to Make You Happy"
6. "Lucky"
7. "Sometimes"
8. "Don't Let Me Be the Last to Know"
9. "The Beat Goes On"
10. "Don't Go Knockin' on My Door"
11. "(I Can't Get No) Satisfaction"
12. "...Baby One More Time"
13. "Oops!... I Did It Again"

## Seznam vystoupení
| Severní Amerika    |                             |                        |                                       |
| 20. června 2000    | Columbia, Maryland          | Spojené státy americké | Merriweather Post Pavilion            |
| 21. června 2000    | Hartford, Connecticut       | Spojené státy americké | Meadows Music Theatre                 |
| 23. června 2000    | Darien, New York            | Spojené státy americké | Darien Lake Performing Arts Center    |
| 24. června 2000    | Hershey, Pensylvánie        | Spojené státy americké | Hersheypark Stadium                   |
| 25. června 2000    | Scranton, Pensylvánie       | Spojené státy americké | Montage Mountain                      |
| 27. června 2000    | Wantagh, New York           | Spojené státy americké | Jones Beach Amphitheatre              |
| 28. června 2000    | Wantagh, New York           | Spojené státy americké | Jones Beach Amphitheatre              |
| 29. června 2000    | Wantagh, New York           | Spojené státy americké | Jones Beach Amphitheatre              |
| 30. června 2000    | Wantagh, New York           | Spojené státy americké | Jones Beach Amphitheatre              |
| 2. července 2000   | Holmdel, New Jersey         | Spojené státy americké | P.N.C. Bank Arts Center               |
| 3. července 2000   | Holmdel, New Jersey         | Spojené státy americké | P.N.C. Bank Arts Center               |
| 4. července 2000   | Bristow, Virginie           | Spojené státy americké | Nissan Pavilion                       |
| 5. července 2000   | Camden, New Jersey          | Spojené státy americké | Blockbuster-Sony Entertainment Center |
| 7. července 2000   | Tinley Park, Illinois       | Spojené státy americké | World Music Theater                   |
| 8. července 2000   | Milwaukee, Wisconsin        | Spojené státy americké | Marcus Amphitheater                   |
| 9. července 2000   | Clarkston, Michigan         | Spojené státy americké | Pine Knob Music Theatre               |
| 16. července 2000  | Maryland Heights            | Spojené státy americké | Riverport Amphitheatre                |
| 17. července 2000  | Bonner Springs, Kansas      | Spojené státy americké | Sandstone Amphitheater                |
| 19. července 2000  | Dallas, Texas               | Spojené státy americké | Starplex                              |
| 20. července 2000  | San Antonio, Texas          | Spojené státy americké | Alamodome                             |
| 21. července 2000  | Woodlands, Texas            | Spojené státy americké | C.W. Mitchell Pavilion                |
| 22. července 2000  | Woodlands, Texas            | Spojené státy americké | C.W. Mitchell Pavilion                |
| 27. července 2000  | Albuquerque, Nové Mexiko    | Spojené státy americké | Mesa Del Sol                          |
| 28. července 2000  | Phoenix, Arizona            | Spojené státy americké | Blockbuster Desert Sky Pavilion       |
| 29. července 2000  | Irvine, Kalifornie          | Spojené státy americké | Irvine Meadows Amphitheatre           |
| 30. července 2000  | Inglewood, Kalifornie       | Spojené státy americké | The Forum                             |
| 31. července 2000  | Inglewood, Kalifornie       | Spojené státy americké | The Forum                             |
| 1. srpna 2000      | Concord, Kalifornie         | Spojené státy americké | Concord Pavilion                      |
| 3. srpna 2000      | San Diego, Kalifornie       | Spojené státy americké | San Diego Sports Arena                |
| 4. srpna 2000      | Las Vegas, Nevada           | Spojené státy americké | MGM Grand Garden                      |
| 5. srpna 2000      | San Bernardino, Kalifornie  | Spojené státy americké | Glen Helen Blockbuster Pavilion       |
| 6. srpna 2000      | Marysville, Kalifornie      | Spojené státy americké | Sacramento Valley Amphitheatre        |
| 8. srpna 2000      | Mountain View, Kalifornie   | Spojené státy americké | Shoreline Amphitheatre                |
| 10. srpna 2000     | Portland, Oregon            | Spojené státy americké | Rose Garden                           |
| 11. srpna 2000     | George, Washington          | Spojené státy americké | George Amphitheatre                   |
| 12. srpna 2000     | Vancouver                   | Kanada                 | General Motors Place                  |
| 14. srpna 2000     | Salt Lake City, Utah        | Spojené státy americké | Delta Center                          |
| 21. srpna 2000     | Burgettstown, Pensylvánie   | Spojené státy americké | Post-Gazette Pavilion                 |
| 22. srpna 2000     | Toronto                     | Kanada                 | Molson Amphitheatre                   |
| 23. srpna 2000     | Montréal                    | Kanada                 | Centre Molson                         |
| 24. srpna 2000     | Syracuse                    | Spojené státy americké | State Fair                            |
| 25. srpna 2000     | Atlantic City, New Jersey   | Spojené státy americké | Trump Taj Mahal                       |
| 28. srpna 2000     | Mansfield, Massachusetts    | Spojené státy americké | Tweeter                               |
| 30. srpna 2000     | Saratoga Springs            | Spojené státy americké | Saratoga Performing Arts Center       |
| 31. srpna 2000     | Cleveland, Ohio             | Spojené státy americké | Gund Arena                            |
| 1. září 2000       | Knoxville, Tennessee        | Spojené státy americké | Thompson–Boling Arena                 |
| 2. září 2000       | Noblesville, Indiana        | Spojené státy americké | Deer Creek Music Center               |
| 3. září 2000       | Columbus, Ohio              | Spojené státy americké | Polaris Amphitheater                  |
| 9. září 2000       | Orlando, Florida            | Spojené státy americké | Orlando Centroplex                    |
| 10. září 2000      | West Palm Beach, Florida    | Spojené státy americké | Coral Sky Amphitheatre                |
| 12. září 2000      | Raleigh, Severní Karolína   | Spojené státy americké | Alltel Pavilion                       |
| 13. září 2000      | Charlotte, Severní Karolína | Spojené státy americké | Blockbuster Pavilion                  |
| 14. září 2000      | Virginia Beach, Virginie    | Spojené státy americké | GTE-Virginia Beach Amphitheater       |
| 15. září 2000      | Burgettstown                | Spojené státy americké | Post-Gazette Pavilion                 |
| 17. září 2000      | Antioch, Tennessee          | Spojené státy americké | First American Music Center           |
| 18. září 2000      | Atlanta, Georgie            | Spojené státy americké | Coca Cola Lakewood Amphitheatre       |
| 20. září 2000      | New Orleans, Louisiana      | Spojené státy americké | New Orleans Superdome                 |
| Evropa             |                             |                        |                                       |
| 10. října 2000     | Londýn                      | Anglie                 | Wembley Arena                         |
| 11. října 2000     | Londýn                      | Anglie                 | Wembley Arena                         |
| 12. října 2000     | Londýn                      | Anglie                 | Wembley Arena                         |
| 13. října 2000     | Manchester                  | Anglie                 | Manchester Evening News Arena         |
| 14. října 2000     | Manchester                  | Anglie                 | Manchester Evening News Arena         |
| 17. října 2000     | Bielefeld                   | Německo                | Stadhalle                             |
| 18. října 2000     | Gent                        | Belgie                 | Flanders Expo N.V.                    |
| 19. října 2000     | Dortmund                    | Německo                | Westfalenhallen Dortmund Gmbh         |
| 20. října 2000     | Stuttgart                   | Německo                | Hanns-Martin-Schleyer-Halle           |
| 22. října 2000     | Barcelona                   | Španělsko              | Palau Sant Jordi                      |
| 24. října 2000     | Milán                       | Itálie                 | Forum Milano Fiori                    |
| 25. října 2000     | Curych                      | Švýcarsko              | Hallenstadion Zurich                  |
| 25. října 2000     | Mnichov                     | Německo                | Munich Ger Olympiahalle               |
| 28. října 2000     | Kiel                        | Německo                | Ostseehalle Kiel                      |
| 29. října 2000     | Berlín                      | Německo                | MS Halle                              |
| 30. října 2000     | Hannover                    | Německo                | Pressus Arena                         |
| 1. listopadu 2000  | Lipsko                      | Německo                | Mesehalle                             |
| 2. listopadu 2000  | Frankfurt                   | Německo                | Festhalle                             |
| 4. listopadu 2000  | Arnhem                      | Nizozemsko             | Gelredome                             |
| 7. listopadu 2000  | Göteborg                    | Švédsko                | Scandinavium                          |
| 8. listopadu 2000  | Oslo                        | Norsko                 | Spektrum                              |
| 9. listopadu 2000  | Stockholm                   | Švédsko                | The Globe                             |
| 10. listopadu 2000 | Kodaň                       | Dánsko                 | Valby Halle                           |
| 13. listopadu 2000 | Kolín                       | Německo                | Koln Arena                            |
| 14. listopadu 2000 | Paříž                       | Francie                | Zenith                                |
| 20. listopadu 2000 | Birmingham                  | Anglie                 | U.K. National Exhibition Centre       |
| 21. listopadu 2000 | Birmingham                  | Anglie                 | U.K. National Exhibition Centre       |
| Jižní Amerika      |                             |                        |                                       |
| 12. ledna 2001     | Rio de Janeiro              | Brazílie               | Rock in Rio III                       |